# Live at Generation Records
Live at Generation Records — концертный мини-альбом американской хардкор-группы Off!, выпущенный 16 апреля 2011 года на лейбле Vice Records.

## Об альбоме
Live at Generation Records состоит из четырёх песен, длительностью примерно в четыре минуты. Он был записан вживую 22 октября 2010 года в нью-йоркской студии Generation Records. Мини-альбом издан в виде семидюймовой виниловой пластинки ограниченным тиражом в 2000 копий.
На песни «Crawl»/«Rat Trap» было снято видео, в котором группа исполнила эти песни перед небольшой аудиторией в магазине виниловых пластинок, принадлежащем Generation Records.

## Список композиций
Все песни написаны Димитрием Котсом и Китом Моррисом, кроме отмеченных.
Сторона A
1. «Poison City»
2. «Now I’m Pissed» (Котс, Моррис, Наццио)[2]

Сторона B
1. «Crawl»
2. «Rat Trap»

## Участники записи
- Кит Моррис — вокал
- Димитрий Котс — гитара,
- Стивен Шейн Макдональд — бас-гитара, микширование
- Марио Рабалкаба — ударные
- Дэвид Строллер — запись
- Дэйв Гарднер — мастеринг[1]